# Équation intégrale
Une équation intégrale est une équation où la fonction inconnue est à l'intérieur d'une intégrale. Elles sont importantes dans plusieurs domaines physiques. Les équations de Maxwell sont probablement leurs plus célèbres représentantes. Elles apparaissent dans des problèmes des transferts d'énergie radiative et des problèmes d'oscillations d'une corde, d'une membrane ou d'un axe. Les problèmes d'oscillation peuvent aussi être résolus à l'aide d'équations différentielles.

## Exemples
Équation de Fredholm du premier type
L'une des équations intégrales les plus simples est l'équation intégrale de Fredholm du premier type :
{\displaystyle f(x)=\int _{a}^{b}K(x,t)\,\phi (t)\,{\rm {d}}t.}
La notation est celle d'Arfken et Weber. Ici {\displaystyle \phi \,} est la fonction inconnue, f est une fonction connue et K une autre fonction connue à deux variables, souvent appelée le « noyau » de l'opérateur intégral. Les bornes d'intégration sont constantes. C'est la caractéristique principale d'une équation de Fredholm.
Équation de Fredholm du second type
Si la fonction inconnue apparaît à la fois à l'intérieur et à l'extérieur de l'intégrale, alors il s'agit de l'équation intégrale de Fredholm du second type :
{\displaystyle \phi (x)=f(x)+\lambda \int _{a}^{b}K(x,t)\,\phi (t)\,{\rm {d}}t.}
Le paramètre λ est un facteur inconnu,
qui joue le même rôle que la valeur propre en algèbre linéaire.
Équation de Volterra du premier et du second type
Si l'une des bornes d'intégration est variable, il s'agit d'une équation intégrale de Volterra. Les équations de Volterra du premier et du second type sont de la forme :
{\displaystyle f(x)=\int _{a}^{x}K(x,t)\,\phi (t)\,{\rm {d}}t,}
{\displaystyle \phi (x)=f(x)+\lambda \int _{a}^{x}K(x,t)\,\phi (t)\,{\rm {d}}t.}

## Caractéristiques
Si la fonction connue f est identiquement zéro, l'équation intégrale est alors appelée « équation intégrale homogène ». Si elle est différente de zéro, elle est appelée « équation intégrale non homogène ».
Ces équations sont classées selon trois dichotomies :
- Limites d'intégration
  - les deux fixées : équation de Fredholm
  - l'une variable : équation de Volterra
- Place de la fonction inconnue
  - seulement à l'intérieur de l'intégrale : premier type
  - à l'intérieur et à l'extérieur de l'intégrale : second type
- Nature de la fonction connue f
  - identiquement zéro : homogène
  - différente de zéro : non homogène